# Folkdräkter från Bohuslän
Bohuslänska folkdräkter är svenska folkdräkter från Bohuslän. Det finns sex dräkter från Bohuslän, fem kvinnodräkter och en mansdräkt.
I tabellen nedan ses en förteckning över de sex bohuslänska folkdräkterna. I tabellen ses var dräkten kommer ifrån, om det är en kvinno- eller mansdräkt, om den är dokumenterad, rekonstruerad eller komponerad och när den återupptogs i bruk. Tabellen bygger på Ulla Centergrans inventering av folkdräkter i Sverige 1988-1993, som publicerades i bokform av Nämnden för hemslöjdsfrågor och LRF:s kulturråd 1993. Syftet var att underlätta för den som ville skaffa sig en egen dräkt att lättare få en överblick över de som fanns.
| Dräkt                | Kön    | Ursprung      | Återupptogs | Finns varianter | Ytterplagg   | Källa |
| Fräkne härad         | Kvinna | Rekonstruerad | 1947        | Ja              | Tröja, kappa | [ 1 ] |
| Inlands Nordre härad | Kvinna | Rekonstruerad | 1908        | Ja              | Tröja, kappa | [ 1 ] |
| Skee socken          | Kvinna | Komponerad    | 1905        |                 |              | [ 1 ] |
| Tjörn                | Kvinna | Rekonstruerad | 1910        | Ja              | Tröja, kappa | [ 1 ] |
| Tjörn                | Man    | Rekonstruerad | 1910        | Ja              | Tröja        | [ 1 ] |
| Vette härad          | Kvinna | Rekonstruerad | 1980        |                 | Tröja        | [ 1 ] |